# Пробст, Кристоф
Кристоф Герман Ананда Пробст (нем. Christoph Hermann Ananda Probst; 6 ноября 1919, Мурнау-ам-Штаффельзе — 22 февраля 1943, Мюнхен) — студент медицинского факультета, член студенческой антифашистской организации «Белая роза».

Кристоф Пробст (справа), София Шолль и Ганс Шолль.

## Биография
Благодаря своему отцу Герману Кристоф очень рано узнал о культурной и религиозной свободах и дорожил ими. Герман Пробст был ученым и занимался исследованиями санскрита. Первый брак Германа оказался неудачным и вскоре он женился на еврейке — матери Кристофа. От этого брака родилась также дочь Ангелика, вспоминавшая впоследствии, что её брат был настроен весьма критически по отношению к нацистским идеям, оскорбляющим человеческое достоинство. Кристоф учился в школе-интернате в Марквартштайне, а затем в Шондорф-ам-Аммерзе, обучение в котором также не способствовало укреплению нацистских идеологических принципов у подростков. Окончив школу в 17 лет, Пробст поступил на военную службу и по увольнении с большим рвением занялся изучением медицины в Мюнхенском университете. В 21 год он женился на Герте Дорн, став отцом троих детей.
В университете Кристоф примкнул к «Белой розе», студенческой антифашистской организации, куда также входили Ганс и Софи Шолль, Вилли Граф, Александр Шморель и профессор университета Курт Хубер. Все шестеро, рискуя жизнью, сами печатали и распространяли листовки среди других студентов. Всего было создано 6 выпусков. Кристоф Пробст не написал ни одной листовки за все время членства в «Белой розе», поскольку не располагал достаточным временем, которое в основном занимала семья. Он успел лишь оформить дизайн для 7-го выпуска, когда 18 февраля 1943 года Ганс и Софи Шолль были замечены смотрителем университета, специально назначенным гестапо, как раз в тот момент, когда они раздавали листовки. Таким образом, хоть Кристоф и оставался всё это время в тени, доказательство его участия в организации у гестапо было неоспоримым — недооформленный 7-й выпуск.
22 февраля председателем Народной судебной палаты Роландом Фрейслером все трое были приговорены к смерти на гильотине. Приговор должен был быть приведен в исполнение в этот же день. Несмотря на то, что во время допроса Пробст просил о помиловании ради жены, которая на тот момент была тяжело больна послеродовым сепсисом, и их троих детей, он был казнен в тюрьме Штадельхайм в тот же день, 22 февраля 1943 года, вместе с Гансом и Софи Шолль. Его последними словами были: «Да здравствует свобода!»